# Tambour d'eau
Ne doit pas être confondu avec Tambour d'océan.

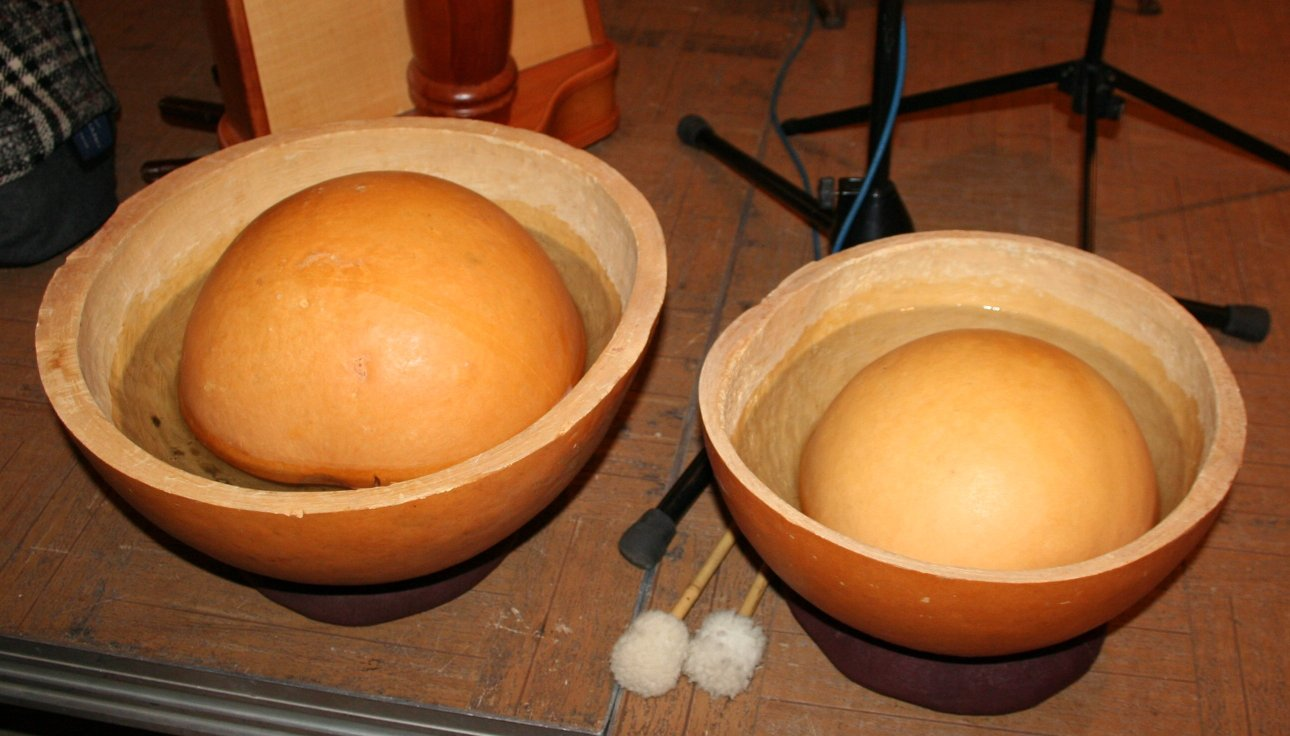
Tambour d'eau

Le tambour d’eau (ou tambour à eau) est un Instrument de musique qui appartient à la famille des percussions. Il utilise l’eau pour produire des sons : soit le tambour est composé d'un  récipient rempli d’eau sur laquelle flotte une calebasse qui est frappée, soit l’eau est percutée par le tambour, soit l’eau se trouve à l’intérieur d'un tambour couvert d'une membrane. Il peut être constitué de différents matériaux et peut prendre différentes formes selon le pays ou les régions où l'on s'en sert, mais il utilise toujours le médium de l’eau pour conduire le son assourdi rappelant les battements du cœur.
Le tambour d’eau est utilisé surtout en Afrique de l'Ouest, en Nouvelle-Guinée, en Amérique du Nord et en Amérique latine. Il porte plusieurs noms selon les pays et les régions où il est joué : abuk waak, ‘ásaa’ yilghaalí, assakhalebo, dji dunun, djidja gnoum, hanchui, jíbara de joba, kamikaula, kere, kèrèguè, lou, miti'gwualik, tochng, etc..
Selon que le tambour d'eau possède ou non une membrane, il fait partie des membranophones ou des idiophones.
Il existe aussi une autre forme de tambour d’eau qui n'utilise aucun instrument pour produire le son : le tambor de agua (littéralement tambour d'eau) mais qui est appelé bungo par les joueuses vénézuéliennes.

## Introduction
Dans les cultures traditionnelles à travers le monde, le son des percussions et des idiophones sert à annoncer à la population qu’une cérémonie est en cours, et ce, parfois à un mille de distance. Selon le timbre du son et la rythmique utilisée, le message convoyé à l’auditeur lui permet de savoir quel instrument est joué et possiblement si la cérémonie est profane ou sacrée.
Les idiophones font partie des plus anciens instruments connus de l’homme et généralement ils ont un rapport avec le surnaturel : « … generally have a close association with the supernatural » . Certains, comme C. Sachs, perçoivent chez le peuple seri, ces instruments comme un pont entre les mondes physique et spirituel. Et dans certaines sociétés traditionnelles, le tambour d'eau a aussi ce rapport avec le surnaturel.

## Tambour d’eau avec calebasses
Instrument de percussion africain et/ou afro-américain. Il utilise les calebasses (gourdes) pour créer cet instrument. Il fait partie de la famille des percussions et des idiophones (où le son est produit par l'instrument lui-même) et il ne possède pas de membrane.

### Structure de l'instrument et méthode pour en jouer
Ce type de tambour d'eau se compose de deux calebasses hémisphériques évidées. La plus grande des deux (parfois presque deux fois le diamètre de l’autre) est posée sur le sol, l’ouverture vers le haut. Elle est remplie d’eau, le niveau variant selon la tonalité désirée. L’épaisseur de l’écorce de la  calebasse influe aussi sur la tonalité. La seconde demi-calebasse, plus petite, est posée la tête à l’envers sur l’eau sur laquelle elle flotte la partie bombée vers le haut et la cavité ainsi créée forme la caisse de résonance.
La joueuse (traditionnellement une femme en Afrique, (p. 462 ) donne les rythmes en frappant la partie non immergée de la petite calebasse avec une petite cuillère aussi en calebasse ou avec une baguette ou avec les mains,. Selon la quantité d’eau contenue dans le bassin et la dimension de la calebasse flottante, différentes notes sont produites. La joueuse peut aussi pousser la petite demi-calebasse dans l’eau avec une main et la frapper avec la baguette de l’autre pour faire en sorte de varier les notes  pendant  qu’elle joue. Le son ainsi produit est assourdi par l’eau et il ressemble aux battements du cœur. Ce son - qui est habituellement un accompagnement pour les chansons et rituels, les danses de funérailles ou de réjouissance - combine le « clic » sec de la cuillère ou de la baguette sur la calebasse flottante au son vibratoire et plus grave de l’eau contenue dans la grande calebasse.
Il peut arriver, parfois, que le tambour d’eau ne soit formé que par une demi-calebasse qui est tout simplement déposée la face ouverte vers le bas, à la surface de l’eau d’une rivière. « Un ancien conte relate que les sons ainsi émis étaient pour attirer les crocodiles et les chasseurs.

### Afrique
Le tambour d’eau africain avec calebasses se trouve surtout dans la région des savanes de l’Afrique de l'Ouest.
Traditionnellement, le tambour d’eau en Afrique était la « propriété et d’usage exclusivement féminins. Il en est encore ainsi dans les villages où ils ont gardé leur caractère rituel » ,.
Dans certaines autres sociétés, le tambour d'eau est joué par les deux sexes, à plusieurs occasions : baptêmes, circoncisions, mariages, initiations, rites funéraires, etc. .

#### Noms des tambours d’eau à calebasses africains
- aki sumbu la hem : peuple Kouroumba, Haute-Volta. À l’annonce du décès, le aki sumu la hem (littéralement calebasse remplie d’eau) est préparé et il est placé auprès du mort. Une ou deux femmes en jouent[12].
- assakhalebo (aussi appelé sakalobo[13]) : Touareg du Sahel (Niger, Tchad, Mali). Tambour d’eau joué par les femmes pour accompagner leurs chansons[5].
- dansuomu : peuple Akan, Ghana et Côte d'Ivoire[9].
- djidja gnoum (calebasse, eau) ou djidja binngué (calebasse, tambour) : Côte d’Ivoire. À Boroponko et Tissié, ces tambours d’eau accompagnent la danse tchabinngué  « qui est exécutée, entre autres, à l’occasion des funérailles d’une personne âgée, pendant les cérémonies traditionnelles de mariage « et au cours de la fête de feu de brousse[10]». Ils accompagnent aussi la danse soumogolo qui est « exécutée lors des funérailles de femmes d’un certain âge, des excisions et des cérémonies de mariage traditionnelles[10]».
- dyi dunu (ji, "eau" et dunun "tambour"[9]) : peuple Bambara au Mali [7]. Le dyi dunu est utilisé pour le mariage chez les Bambaras, « une femme frappe du tambour d’eau posé au sol sur un pagne blanc dans la cour du père de l’époux où sont réunies les femmes de la famille[14]». Le même rite est observé pour le décès d’une femme âgée[12].
- gi dunu : peuple Sénoufo du Burkina Faso, de la Côte d’Ivoire et du Mali; peuple Malinké de la Guinée, du Mali et du Sénégal (p. 42) [15]. La plus grande des calebasses, celle qui est remplie d’eau peut parfois être remplacée par une cuvette en métal avec des cuillères régulières comme baguettes (p. 42) [15].
- hanchui et lou : Côte d’Ivoire. Les tambours d’eau hanchui et lou accompagnent respectivement les danses hanchui à Zaghala et la danse han-nan lou à Boromba. Cette musique est exécutée par des femmes au cours des cérémonies de mariages traditionnels[10].
- kèrèguè ou kèrè : Côte d’Ivoire. À Wélékéi, le tambour d’eau s’appelle kèrèguè qui veut dire littéralement « calebasse » et il est joué par les femmes « pour accompagner leur danse tchabinngué (voir  plus haut). À Tambi, il s’appelle kèrè et les vieilles femmes en jouent pour accompagner leur danse funéraire tchogoli tchogoli « en l'honneur des chefs et des notables [10] ».
- tembol : peuple Kotobo, Tchad[7],[5].
- trotrobe : Madagascar. Le tambour trotrobe est utilisé dans un but religieux. Jouée par les femmes de Menabe pour invoquer les vazimbas, les premiers habitants de Madagascar. (p. 805)[8].

### Amérique
Le type de tambour d’eau avec calebasses se trouve aussi dans certaines parties de l'Amérique. Il est pour ainsi dire identique au modèle africain et il est joué de la même façon. Il a été introduit par les Africains enlevés via le trafic d’esclaves et emmenés en Amérique. L'utilisation du tambour d'eau se fait autant dans des contextes rituels que profanes.

#### Noms des tambours d’eau américains à calebasses
- bakubai : peuples indiens Yoeme Yaquis[16], Arizona, Mexique. Ce tambour d’eau accompagne les chants traditionnels pour la danse du cerf. La calebasse est frappée avec un bâton enveloppé et le son caverneux obtenu représente les battements du cœur du cerf[17].
- bastel : Curaçao. Le bastel se trouve exclusivement à Curaçao[18]. La base est faite en bois. Le joueur frappe la calebasse flottante avec les mains (p. 949) [19]. Le tambour d'eau est joué pendant la coupe du sorgho pour accompagner les chansons makamba (terme familier portant atteinte aux Hollandais colonisateurs[18]) aussi connue sous le nom de kantika di  bastel, ces chants dissimulant des protestations contre les injustices sociales: « As it was generally the case through Caribbean, the texts of these dirges and work songs camouflaged protest against social injustice in metaphorical language[18] ».
- jícara de agua[17],[5] : Mexique.
- jicara de bule (tambour, vase/coque) : Haïti. Le tambour d’eau haïtien est utilisé dans des rites funéraires[7], il accompagne certains chants pendant les cérémonies qui suivent la mort d'un haut dignitaire de la communauté de descendance africaine.
- jicara de moyuba (jícara: récipient fait d’une calebasse ; moyuba: évoque les dieux et les défunts), jícara de jobá (jobá : connote une révérence pour les ancêtres et les défunts) ou juba[6],[17] : Cuba, Haïti. Ce tambour afro-cubain est associé aux cérémonies funéraires pour les pratiquants décédés de certaines religions dérivées d’Afrique: « for deceased practitioners of certain African-derived religions[9] » dont la Regla Arará syncretic religion[6]. Le bassin d’eau doit être neuf et ne peut être utilisé que comme instrument religieux pour accompagner les chants pour le mort. Ce tambour d'eau ne peut être joué que lorsqu'il a été consacré[6]. Joué à Cuba et à Haïti, le jícara de jobá associé au culte des ancêtres, est seulement fabriqué par les hauts dignitaires religieux[6].
- kionu, sihu, sihy : Trinitad. C’est le même type de tambour qu’à Cuba. Le kionu ou sihu accompagne les chants spéciaux pendant les cérémonies à la suite du décès d’un membre haut placé de la communauté de descendance africaine[9],[5].
- seoe ou seú : voir bastel

## Tambour d’eau avec pièce de bois évidé

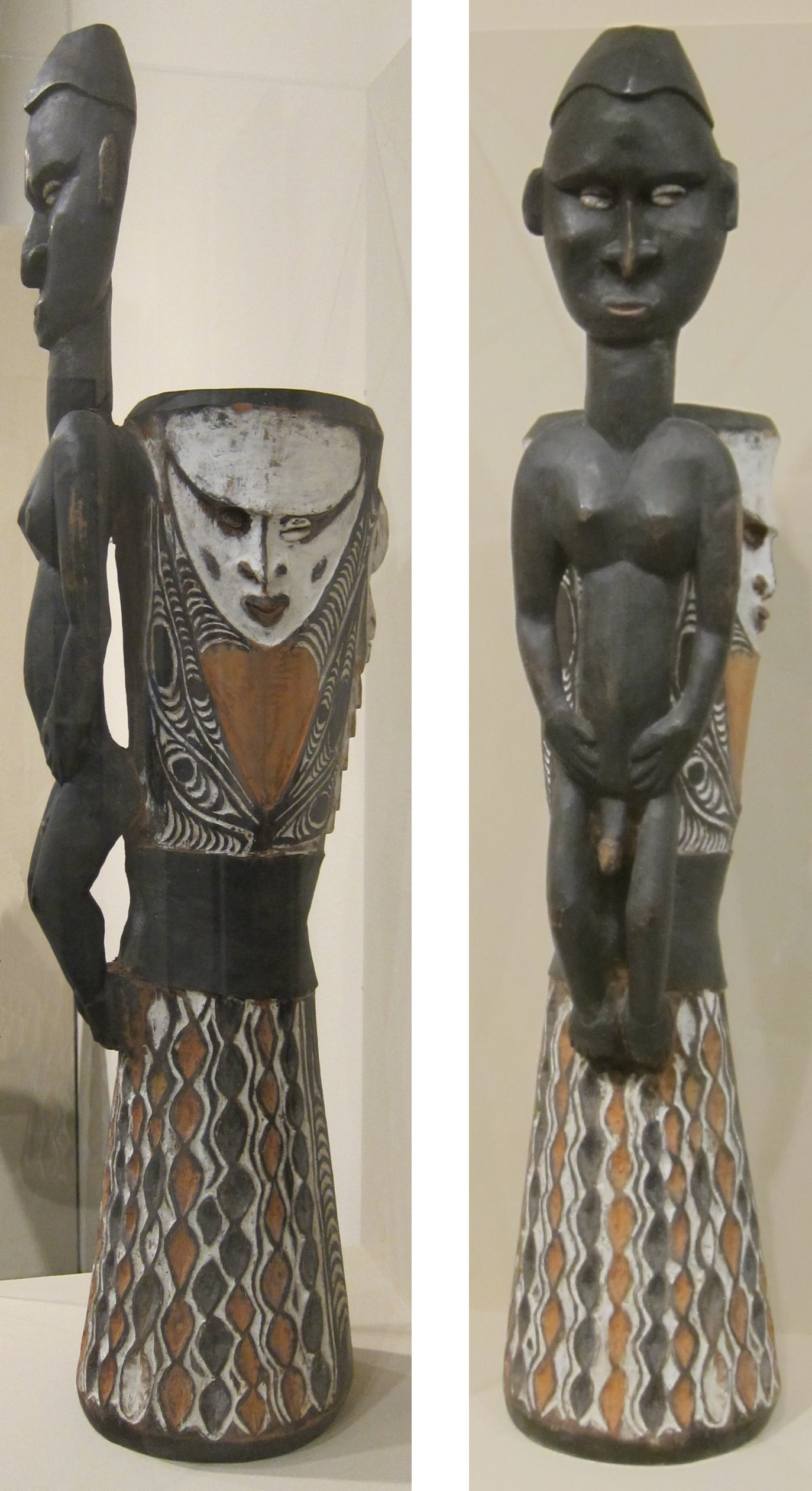
Tambour d'eau cérémonial, Papouasie-Nouvelle-Guinée, région des Lacs Chambri. Bois sculpté, pigments naturels et coquillages de cowry. Honolulu Academy of Arts.

### Présentation
Le tambour d'eau de bois évidé est un instrument de percussion sans membrane. Il est constitué d’une pièce de bois dur sculptée et évidée qui a grossièrement la forme d’un sablier et il est ouvert aux deux extrémités. Il peut posséder une ou deux poignées qui dépassent sa partie supérieure. Le tambour n'est pas percuté avec de baguettes. Il est joué comme un tube frappant l'eau. En effet, les joueurs frappent la base du tambour à la surface de l'eau. Au moment où la base du tambour heurte l’eau, un puissant son sourd est produit.
Ce type de tambour d’eau se retrouve surtout en Nouvelle-Guinée.

### Nouvelle-Guinée
Contrairement au tambour d’eau africain qui est traditionnellement d’usage féminin, le tambour d’eau néo-guinéen est strictement réservé aux hommes (p. 157). Pour jouer de ce type de tambour, deux hommes le tiennent par la ou les poignées et frappe violemment et verticalement avec une extrémité du tambour la surface de l’eau pendant les cérémonies d’initiation des mâles,, cérémonies où femmes et enfants sont exclus (p. 157) .

#### Noms des tambours d’eau avec bois évidé néo-guinéens
- Abuk waak: peuple Iatmul, Nouvelle-Guinée. Chez le peuple Iatmul, le tambour d’eau (abuk waak) est un instrument secret qui est joué en paire pendant ladite cérémonie d’initiation et le bruit sourd du tambour est supposé simuler le son des initiés avalés par le crocodile supernaturel qui les recrache:  « is said to simulate the sound of the initiates being swallowed by a supernatural crocodile who later spits them back out[20]. »  Le terme abuk waak réfère aussi au rang sénior parmi les hommes Iatmul et à la procession du crocodile qui précède la cérémonie d'initiation: « The term abuk waak also refers to a senior age grade among Iatmul men and to the crocodile procession that precedes the initiation ceremony[21] ».
- kami, kamikaula[21]. Ce tambour d’eau néo-guinéen a la forme d'un récipient ovale allongé et renversé[22] ». Au cours de l’initiation des jeunes hommes dans la région centrale du Sepik, les joueurs laissent tomber une paire de ces tambours la tête à l'envers dans un trou qui contient de l'eau  ce qui produit un bruit sourd[22]. Ce type de tambour semble être unique à cette région[21].

## Tambour d’eau avec membrane

### Présentation
Dans cette version de tambour d’eau, le corps de l’instrument est creux et il contient partiellement de l’eau, l’ouverture est couverte par une membrane qui est lacée autour de la coque de bois, d’argile ou de métal (p. 72) . La présence de l’eau à l’intérieur du tambour donne un son plus vibrant et doux. Dans ce type de tambour, le volume de l’eau est ajusté en fonction de l’accordage et de la tonalité souhaitée. Une baguette rembourrée est habituellement utilisée pour frapper la membrane. Certains tambours d'eau à membrane peuvent avoir, sur le côté, un trou fermé par un bouchon; en enlevant ce bouchon, le joueur peut ainsi ajuster le niveau de l’eau à l’intérieur du tambour sans enlever la membrane. Plusieurs matières peuvent être ajoutées à l’intérieur du tambour, de façon rituelle; ces matières sont choisies en fonction de la signification cérémoniale  ou l’usage des instruments: cendres, maïs, pollen de maïs, tabac (p. 506),. Pendant que le batteur joue, le tambour d’eau est souvent secoué pour humecter le dessous de la peau de la membrane.

### Amérique du Nord, Amérindiens
Chez les Amérindiens, le tambour d’eau fait partie des membranophones et des percussions. Plusieurs Amérindiens croient que les tambours sont vivants et qu’ils ont un corps, le tambour est comme un cœur. Le tambour est pour certains sacrés et doit être entretenu par un gardien du tambour (drumkeeper) et nul ne peut y toucher que le joueur lui-même. « L’idée que la musique possède une puissance supra naturelle est partagée par tous les Indiens d’Amérique du Nord ».
Les tambours d’eau amérindiens varient en taille et en forme, allant du bol peu profond à des marmites plus profondes jusqu’aux chaudrons et pots. Ils ont toujours comme surface de percussion une membrane simple et une base solide contenant le liquide (p. 72) . Ces tambours sont peu décorés.
Le tambour d’eau est répandu du sud au nord de l’Amérique. Chez les Amérindiens de l’Amérique du Nord: parmi les nations chickacha, creek (tamamápka), delaware, Cherokee (pour leur stomp dance), iroquoise (ohgiwe ka’nohko’wah), séminole, shawnee et Yuchi (dīdané) ,.
Ailleurs en Amérique du Nord, le tambour d’eau est disséminé et il peut être trouvé dans la région ouest des Grands Lacs parmi les Ojibwés (miti’gwakik); dans les plaines parmi les Omahas (ne’xegaku) et plus récemment, dans les cérémonies de la Native American Church (Peyote drum). Dans le sud-ouest, il se trouve parmi les Apaches (’ísal dádestl’ooni) et les Navajos (’ásaa’yilghaalí).

#### Amérique du Nord, Nord-est
- Iroquois : Dans les nations iroquoiennes, le tambour d’eau traditionnellement employé  « est de petite dimension et de forme cylindrique. On verse quelques centimètres d’eau à l’intérieur du barillet de cèdre (thuja occidentalis) ou de tilleul (Tilia glabra), afin de mouiller et tendre la peau, habituellement de cerf (Odocoileus virginianus), retenue à l’aide d’un cerceau fait de bois et de cuir[28]. »  Il est enveloppé dans un tissu décoratif (p. 73) [15]. Chez les Iroquois, les baguettes rembourrées sont remplacées par des baguettes simples pour leur petit tambour ka’nohko’wah[23]. Le tambour d’eau est tenu solidement d’une main pendant que de l’autre bat la membrane avec un bâton. « Les battements continus… accompagnent la majorité des chants sociaux [28] ». Dans la nation iroquoienne Mohwak, ce tambour porte le nom de kanatio :ià[28].
- Seneca : Le tambour d’eau seneca est plus grand et plus mince que l’iroquois. C’est un cylindre d’environ quinze pouces de haut. Il est très simple: un fût de bois vide au centre ressemblant à celui des Anishnabe, avec une membrane attachée aux deux extrémités via un anneau de tissu attaché serré (p. 73) [15].

Pour le peuple Seneca, le tambour d’eau supporte les chants et même aide à faire les chants, ce qui revient à dire qu’ils ne peuvent avoir de chants sans utiliser le tambour d’eau (p. 472) .
- Ojibwés, Menominee : Les Ojibwés et les Menominee utilisent une pièce de bois rond d’environ quinze pouces de long pour leur tambour d’eau (p. 506) [24].

#### Amérique du Nord, Grands Lacs
Dans la région des Grands Lacs, les tambours d’eau en bois sont partiellement remplis d’eau et couverts d’une peau retenue par un anneau extérieur (p. 505) .
Anishinaabe (pluriel:Anishinaabeg) : Chez les Anishinaabeg, les tambours d’eau sont en deux formats, appelés grand-père et petit garçon,. Chez cette nation, le tambour d’eau est utilisé pour les cérémonies Midéwiwin (Medecine Lodge (sauna): société spirituelle composée de chefs spirituels et de guérisseurs). La Medecine Lodge représente la plus vieille religion dans cette région. Durant la longue et compliquée Medicine Dance, le rituel est accompagné par le tambour d’eau et des crécelles (p. 484) .

#### Amérique du Nord, Ouest

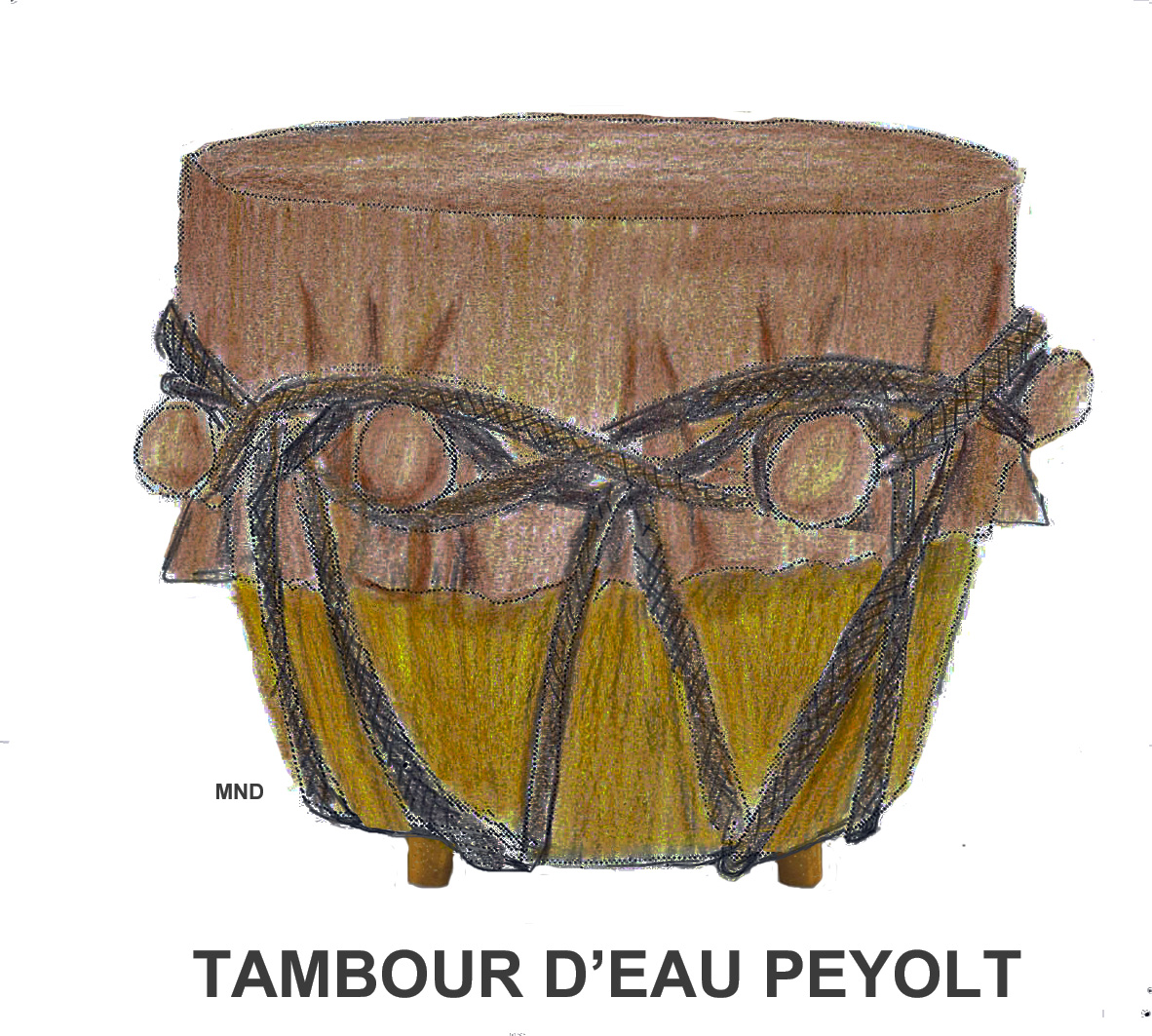
Tambour d'eau peyolt. Native American Church.

Native American Church :  La Native American Church mélange rituels et croyances des religions indigènes au christianisme et les rencontres impliquent, comme rite religieux, l’ingestion de peyotl, plante qui a des propriétés hallucinogènes,. Un tambour d’eau spécial est associé à la Native American Church. Ce tambour d’eau est fabriqué à partir d’une marmite de fer ou de métal  lourd qui est partiellement remplie d’eau. Couvrant l’ouverture de la marmite, une peau de tambour (peau d’animal) est fixée solidement avec une corde. La peau de la tête du tambour est lacée en suivant un modèle prescrit selon la religion (p. 506) . Selon l’humidité et la tension sur la peau et selon aussi le niveau de l’eau dans la bouilloire, le ton et la résonance sont modifiés. Le tambour d’eau accompagne d’un rythme régulier et rapide les chants rituels peyotl. Le batteur bat le rythme d’une main avec une baguette et de l’autre main, il joue avec le ton en inclinant l’instrument et en bougeant l’eau à l’intérieur. Depuis sa création au XIXe siècle (p. 72) , cette église utilise beaucoup le tambour d’eau et ce, pendant une longue nuit de cérémonie qui se déroule dans un tipi spécial  (p. 517) .

#### Amérique du Nord, Sud-Ouest

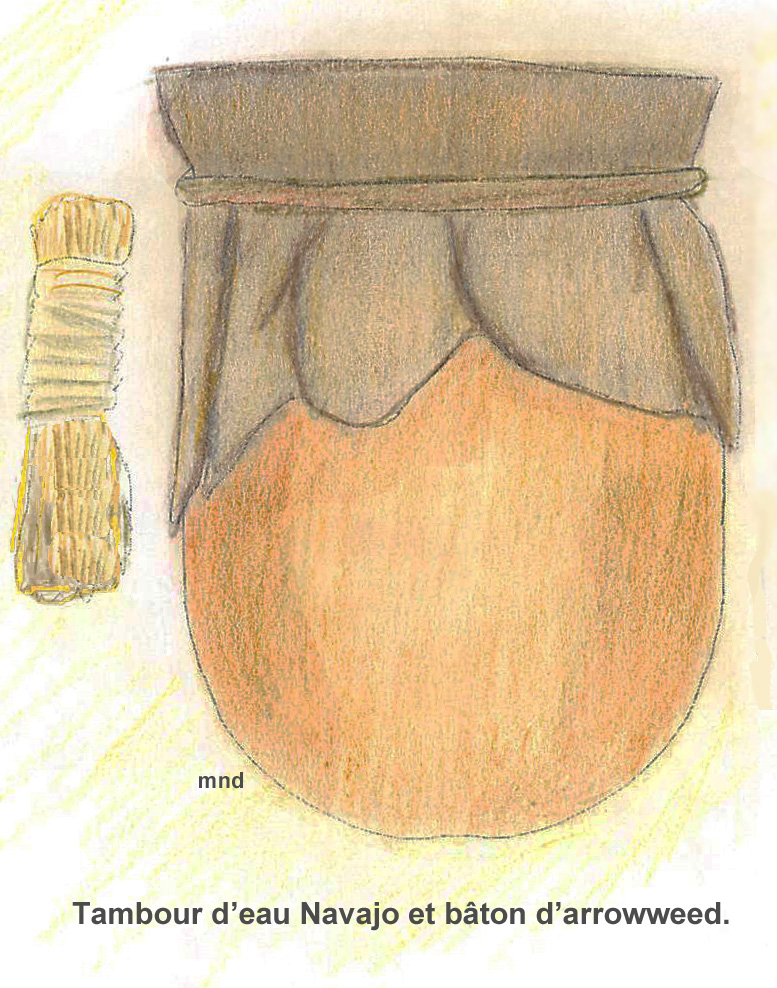
Tambour d'eau Navajo avec bâton d'arrowweed enrobé de yucca.

- Apaches : Le tambour d’eau apache est souvent fait avec une bouilloire (kettle), la poignée enlevée (p. 506 [24]), couverte d’une peau de daim qui bouche  l’ouverture. Le tambour est tenu solidement d’une main pendant que l’autre bat la membrane avec un bâton plié formant un cercle (p. 72) [15]. Le tambour d’eau produit une douce tonalité lorsqu’il est joué dans les danses sociales (p. 72) [15]. Les chants apaches sont souvent performés par groupe de quatre individus avec le tambour d’eau comme instrument (p. 461) [24].
- Navajos : Le tambour d’eau navajo est un récipient allongé couvert par une peau de daim attachée autour du rebord du pot. Il est frappé à l’aide d’un bâton fait d’un bouquet d’arrowweed (plante du désert Sonoran) enrobé de yucca (p. 506) [24]. Le chant chez les Navajos est le plus souvent utilisé pour rétablir et maintenir l’harmonie du peuple avec la nature. Le tambour d’eau est l’instrument le plus utilisé avec ces chants (p. 462) [24] et pour la cérémonie Enemy Way[27].

#### Amérique du Nord, Sud-Est
Dans le sud-est, le tambour d’eau est joué avec des baguettes. Dans cette région, les tambours sont plus souvent utilisés dans les rituels médicaux que dans les danses communales (p. 498) .
Séminoles : Le tambour d’eau séminole était une bouilloire avec une peau de daim comme membrane couvrant l’ouverture. Il était joué avec un bâton de bois.

### Amérique du Sud, Indiens Guaycurú et Indiens de la région du Chaco[29]
Tambour d'eau à tête simple qui a un corps creux contenant de l'eau. Le volume peut être ajusté selon le niveau de l'eau à l'intérieur du tambour. Le tambour est généralement frappé par des baguettes rembourrées,. Il se trouve dans la région du Chaco et chez les Indiens Guaycurú d'Argentine et du Paraguay. Il est aussi utilisé par les Toba, les Maká, les Guaycurú, et d'autres groupes vivant dans le Chaco (p. 474-475) . Le corps du tambour d'eau peut alors être fait de bois, de céramique et être couvert au sommet avec la peau de daim ou la peau de lézard. La peau est percutée avec un bâton simple, une calebasse ou la main (p. 474-475)  et il arrive parfois qu'au Paraguay ils utilisent une calebasse ou la main pour marteler la peau.

#### Argentine
Tambour d’eau avec fût creux dans lequel l’eau est versée. Au dix-huitième siècle, les travaux des Jésuites rapportent la présence de tambour d’eau dans plusieurs villages en Argentine (entre 1749 et 1767) qui pouvaient servir à différentes fonctions cérémoniales en rapport avec la mort, la santé, les sortilèges du diable, etc. (p. 271).

#### Paraguay
Tambour d’eau avec fût creux dans lequel l’eau est versée. Comme chez les Amérindiens de l’Amérique du Nord, le volume de l’eau est ajusté selon la tonalité et la membrane est humectée en secouant le tambour. Le joueur utilise parfois une calebasse ou la main pour frapper le tambour d’eau.

## Tambour d’eau sans instrument: bungo ou liquindi
Certains auteurs ajoutent sous le titre tambour d’eau les bungos (Venezuela), les ''liquindis'' (Cameroun). Dans ce cas-ci, aucun instrument n’est utilisé, l'eau elle-même devient l'instrument de musique. Les femmes entrent dans l’eau jusqu’à la taille. Puis avec leurs deux mains, elles créent des sons de percussion en frappant la surface de l’eau avec différentes vitesses et différentes forces. Selon que les mains sont ouvertes, à demi-fermées ou fermées, que les mains contiennent de l'air ou non, elles créent des sons différents.
Cette tradition de battre l’eau avec les mains au Venezuela prend ses origines au Cameroun d’où sont venus les esclaves, esclaves qui pratiquaient déjà ce tambour. Aujourd’hui encore, l’ethnie Bantu au Cameroun pratique toujours le bungo de la même façon que cela se fait au Venezuela.
Ce type de tambour d’eau est aussi pratiqué aux îles Banks, en République de Vanuatu (Océanie).
Pour avoir une idée de ce type de tambour, voir dans les liens externes: Water Drums, An Ancestral Encounter ou Baka Women play the Water Drums (liquindi)